# Blackout (musikalbum av Scorpions)
Blackout är ett heavy metal-album av Scorpions, släppt 1982. "No One Like You" är en välkänd låt från detta album.
Bilden på omslaget är ett självporträtt av Gottfried Helnwein.

## Diskografi
1. Blackout (Kittelsen/Meine/Rarebell/Schenker) 3:47
2. Can't Live Without You (Meine/Schenker) 3:46
3. No One Like You (Meine/Schenker) 3:56
4. You Give Me All I Need (Rarebell/Schenker) 3:38
5. Now! (Meine/Rarebell/Schenker) 2:33
6. Dynamite (Meine/Rarebell/Schenker) 4:12
7. Arizona (Rarebell/Schenker) 3:52
8. China White (Meine/Schenker) 6:56
9. When the Smoke Is Going Down (Meine/Schenker) 3:49